# Molophilus franzi
Molophilus franzi là một loài ruồi trong họ Limoniidae. Chúng phân bố ở miền Cổ bắc.